# Quakenbrück (stacja kolejowa)
Quakenbrück (niem: Bahnhof Quakenbrück) – stacja kolejowa w Quakenbrück, w kraju związkowym Dolna Saksonia, w Niemczech. Stacja znajduje się na linii Oldenburg-Osnabrück. Stacja została otwarta 15 października 1875. Według klasyfikacji Deutsche Bahn posiada kategorię 6.